# عاشقة من الريف (فلم)
عاشقة من الريف (L' Amate) هو فيلم مغربي للمخرجة نرجس النجار عن سنة 2011. الفيلم هو اجتماعي جريئ، مقتبس عن رواية الكاتبة المغربية نفيسة السباعي «نساء في صمت» والذي صور بين مدينتي الدار البيضاء وشفشاون.
الفيلم يتحدث عن قصة الفتاة آية (نادية كوندا)، التي تنحدر من مدينة شفشاون، حيث يدفع شقيقا آية بها إلى عالم المخدرات بين أحضان أحد البارونات، فتُقدم آية على جريمة قتل ليُحكم عليها بالسجن عشرة أعوام، فتأخذ القصة مسارا آخر داخل فضاء السجن.
الفيلم من تشخيص: عمر لطفي، نادية كوندا، مراد زكندي، نرجس النجار.
تم عرض الفيلم بالمهرجان الدولي للفيلم بمراكش بدورته لسنة 2011.
آثار الفيلم حين عرضة استياء النقاد لما فيه - كما وصف - من اعتماد علي الإثارة وتقليل من شأن المرأة المغربية 

## أفلام مغربية من نفس السنة
- موت للبيع للمخرج فوزي بنسعيدي
- على الحافة للمخرجة ليلى كيلاني
- النهاية (فيلم) للمخرج هشام العسري
- أياد خشنة للمخرج محمد العسلي

## هوامش ومصادر
1. ↑  فيلم - عاشقة من الريف - 2011 طاقم العمل، فيديو، الإعلان، صور، النقد الفني، مواعيد العرض، مؤرشف من الأصل في 2017-09-12، اطلع عليه بتاريخ 2020-07-11
2. 1 2  هيسبرس > ثقافة و فن > "عاشقة من الريف" يثير جدلا حول "جرأته الزائدة" بمهرجان مراكش نسخة محفوظة 09 أكتوبر 2017 على موقع واي باك مشين.
3. 1 2  www.festivalmarrakech.info > فيلم عاشقة من الريف يفتتح المهرجان، و موت للبيع في الختام [وصلة مكسورة] نسخة محفوظة 08 2يناير4 على موقع واي باك مشين.
4. ↑  "جدل مغربي حول فيلم عاشقة الريف بسبب جرأته الزائدة ولغته البذيئة - بوابة الشروق". www.shorouknews.com (بar-eg). Archived from the original on 2012-02-25. Retrieved 2020-07-11.{{استشهاد ويب}}:  صيانة الاستشهاد: لغة غير مدعومة (link)

## روابط خارجية
- مقالات تستعمل روابط فنية بلا صلة مع ويكي بيانات